# Zheng Shanjie

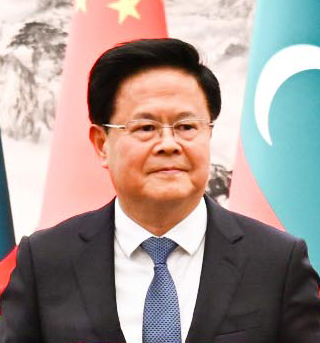
Zheng Shanjie

Zheng Shanjie (chinesisch 郑栅洁, Pinyin Zhèng Shānjié; * November 1961 in Zhangzhou, Provinz Fujian) ist ein Politiker der Kommunistischen Partei Chinas (KPCh) in der Volksrepublik China, der unter anderem von 2020 bis 2021 Gouverneur von Zhejiang war und seit 2023 Vorsitzender der Staatlichen Kommission für Entwicklung und Reform im Staatsrat der Volksrepublik China ist.

## Leben
Zheng Shanjie begann nach dem Schulbesuch ein Studium an der Technischen Universität Nanjing, welches er 1982 beendete. Danach war er zwischen 1982 und Mai 1997 als Direktor einer Fabrik tätig und wurde im Juni 1985 Mitglied der KPCh. Im Mai 1997 wurde er nach Xiamen versetzt und war zunächst Vorsteher des Stadtbezirks Huli sowie im Februar 2002 stellvertretender Generalsekretär und Direktor des Amtes für allgemeine Angelegenheiten der Stadtverwaltung von Xiamen. Im Mai 2003 übernahm er die Posten als Direktor der Planungskommission von Xiamen sowie als Sekretär des Parteikomitees dieser Kommission. Im April 2008 wechselte er nach Fuzhou, der Hauptstadt der Provinz Fujian, und wurde dort zunächst stellvertretender Direktor sowie im Mai 2010 Direktor der dortigen Kommission für Entwicklung und Reform.
Nachdem Zheng zwischen dem 1. Februar und August 2015 Vize-Gouverneur der Provinz Fujian war, wurde er nach Peking versetzt und zum stellvertretenden Direktor der Nationalen Energieverwaltung und löste im April 2017 Li Yafei als stellvertretender Direktor des Büros für Taiwan-Angelegenheiten ab, ein beim Staatsrat angesiedeltes Büro, das für die Umsetzung der von der KPCh und dem Staatsrat festgelegten Politik gegenüber der Republik China auf Taiwan verantwortlich ist. Danach war er vom 15. Dezember 2017 bis zum 14. Mai 2018 Sekretär des Parteikomitees von Ningbo sowie zwischen dem 14. Mai 2018 und dem 4. September 2020 stellvertretender Sekretär des Parteikomitees der Provinz Zhejiang. Darüber hinaus war er zwischen Dezember 2017 und September 2021 Mitglied des Ständigen Ausschusses des Parteikomitees und wurde am 4. September wurde er zunächst Vize-Gouverneur und kommissarischer Gouverneur dieser Provinz.

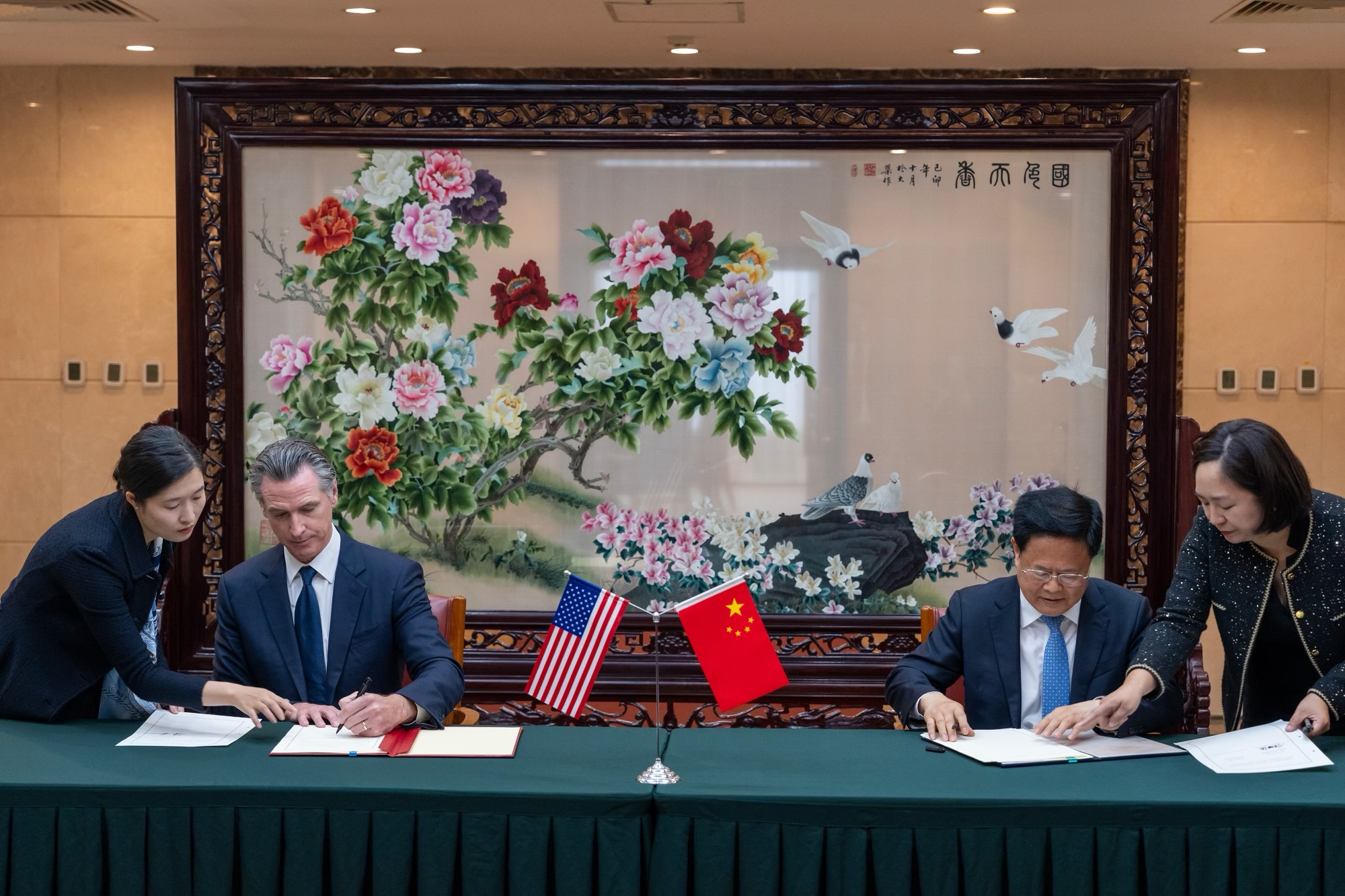
Zheng Shanjie bei der Unterzeichnung eines Abkommens mit dem Gouverneur von Kalifornien, Gavin Newsom (25. Oktober 2023)

Am 29. September 2020 wurde Zheng Shanjie vom Volkskongress der Provinz Zhejiang als Nachfolger von Yuan Jiajun schließlich zum Gouverneur von Zhejiang gewählt und bekleidete dieses Amt bis zum 30. September 2021, woraufhin Wang Hao ihn ablöste.
Daraufhin wurde er am 30. September 2021 Nachfolger von Li Jinbin als Sekretär des Parteikomitees der Provinz Anhui und verblieb in dieser Funktion bis zu seiner Ablösung durch Han Jun. Am 12. März 2023 wurde er ins Kabinett Li Qiang berufen und übernahm in diesem als Nachfolger von He Lifeng das Amt als Minister und Vorsitzender der Staatlichen Kommission für Entwicklung und Reform im Staatsrat, der aus der ehemaligen Staatlichen Plankommission hervorgegangenen bedeutendsten Aufsichtsbehörde für die wirtschaftliche Entwicklung der Volksrepublik China. Er ist zugleich Sekretär des Parteikomitees dieser Kommission und wurde auf dem 20. Nationalen Parteikongress der KPCh (16. bis 22. Oktober 2022) zum Mitglied des Zentralkomitees (ZK) der KPCh gewählt.

## Veröffentlichung
- 省级行政管理, (Provinzverwaltung), Mitautoren Yu Hongsheng, Wang Zhenhai, 1991